# Baza lotnicza Chacerim
Baza Lotnicza Chacerim (hebr. בסיס חיל-האוויר חצרים, Basis Hayil-HaAvir Hatzerim) – wojskowa baza Sił Powietrznych Izraela położona przy kibucu Chacerim, na zachód od Beer Szewa w środkowej części pustyni Negew w Izraelu. 
W bezpośrednim sąsiedztwie bazy wojskowej znajduje się Muzeum Izraelskich Sił Powietrznych, w którym prezentowanych jest ponad sto różnych samolotów używanych przez Siły Powietrzne Izraela.

## Historia
Budowa nowej bazy lotniczej w rejonie Beer Szewy rozpoczęła się na początku lat 60. XX wieku. Otwarcie bazy do działań operacyjnych nastąpiło 3 października 1966.
We wrześniu 1997 Palestyńczycy odrzucili izraelską propozycję, by ich samoloty stojące na zniszczonym porcie lotniczym w Gazie zostały ze względów bezpieczeństwa przeniesione do bazy Hatzerim.
19 stycznia 1998 w bazie odbyła się uroczystość przywitania pierwszych dwóch nowych myśliwców F-15I Ra'am.

## Obecna eksploatacja
Eskadry bojowe używają dwóch pasów południowych, natomiast do celów szkoleniowych używa się pasów startowych położonych w północno-zachodniej części bazy.
Na terenie bazy funkcjonuje Akademia Pilotażu Sił Powietrznych Izraela, której głównym zadaniem jest szkolenie oraz doskonalenie umiejętności członków załóg samolotów. Przy Akademii działa Izraelska Eskadra Akrobatyczna, latająca na czterech samolotach Fouga CM.170 Magister.

## Eskadry

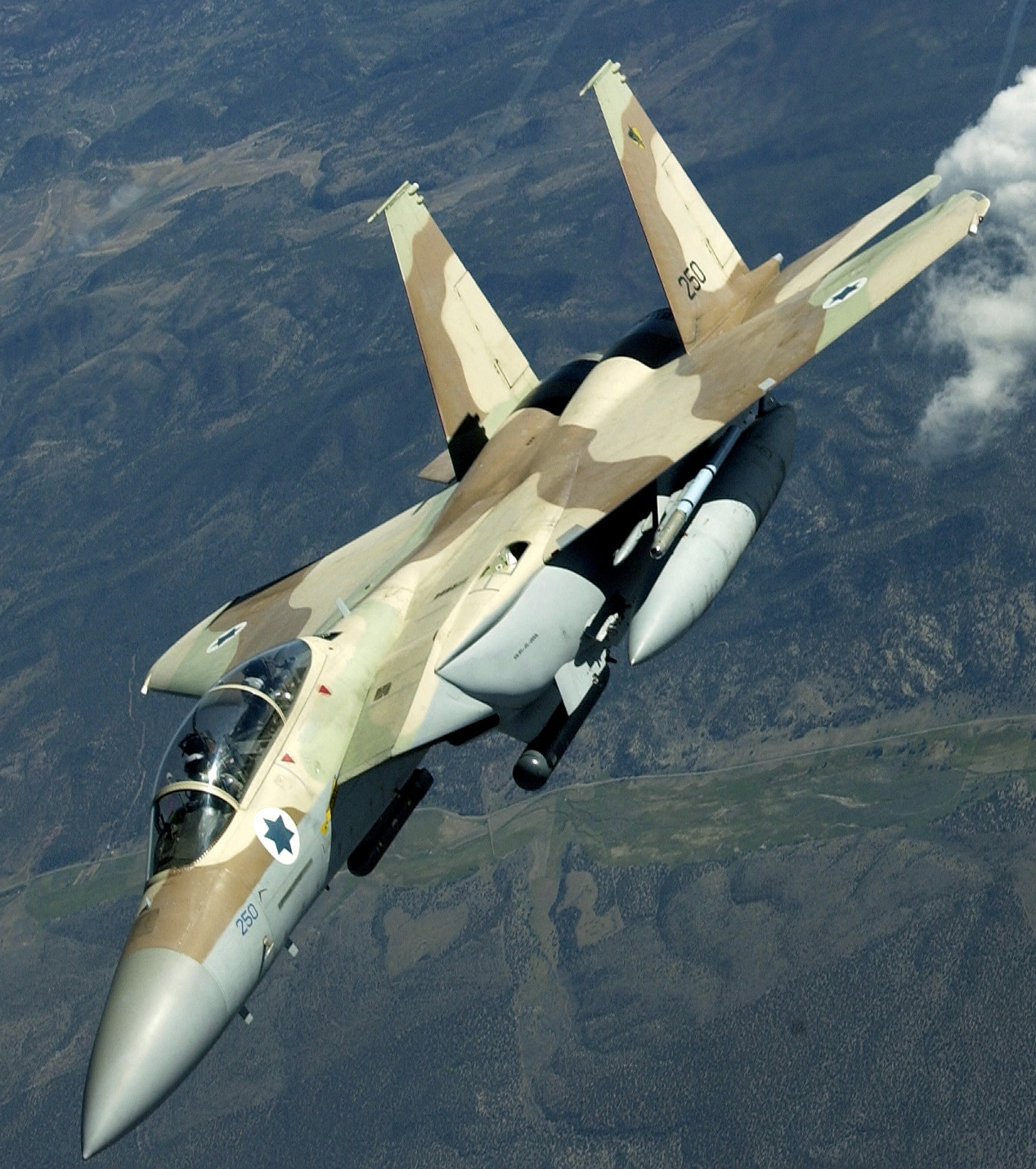
F-15I Ra'am

W bazie stacjonuje kilka eskadr bojowych:
- 69 Eskadra ("Młoty") – myśliwce przewagi powietrznej F-15I Ra'am
- 102 Eskadra ("Latający Tygrys") – myśliwce szturmowe A-4N Ahit, lekkie helikoptery Bell 206B Seyfan, helikoptery szturmowe AH-1 Cefa oraz samoloty szkoleniowe Grob G-120A i Fouga CM.170 Magister.
- 107 Eskadra ("Rycerze Pomarańczowego Ogona") – samoloty wielozadaniowe F-16I Sufa.
- 123 Eskadra ("Południowe Dzwonki") – ciężkie helikoptery wielozadaniowe S-70A Namer.
- 155 Eskadra - bezzałogowe aparaty latające UAV Searcher i Hermes 450.

Największą wartość bojową przedstawia 69 strategicznych myśliwców przewagi powietrznej F-15I Ra'am, które mogą przeprowadzić uderzenie na irańskie instalacje atomowe. Przez wiele miesięcy piloci prowadzili przygotowania i szkolenia w lotach na dalekie odległości, które są niezbędne przy nalocie na Iran.

## Dowódcy bazy
- płk. Joe Alon
- gen. Jaakov Turner (1977-1981)
- gen. Amiram Eliasaf
- gen. Amos Yadlin (1995-1998)
- gen. Roni Falec (1998-2001)
- gen. Johanan Lucker (2001-2004)
- gen. Shelly Gutman